# Nhân khẩu Algérie

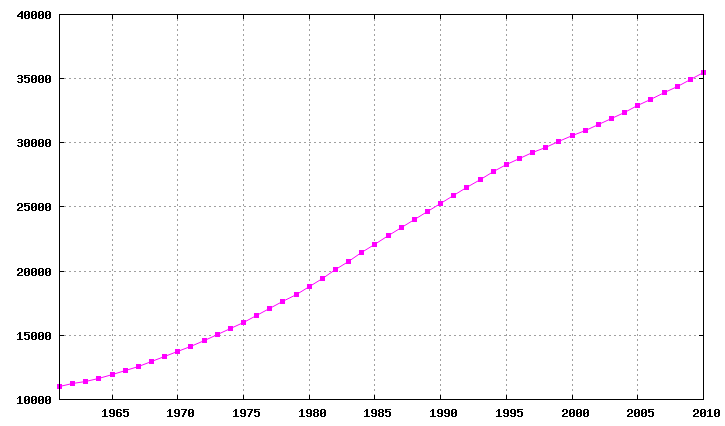
Nhân khẩu học của Algérie, Dữ liệu của FAO, năm 2005; Số lượng cư dân trong hàng ngàn.

Vị trí Algérie

Nhân khẩu Algérie đặc trưng của dân số của Algérie, trong đó có mật độ dân số, dân tộc, trình độ học vấn, sức khỏe của người dân, tình trạng kinh tế, tôn giáo và các khía cạnh khác của người dân.
Chín mươi mốt phần trăm dân số Algérie sống dọc theo bờ biển Địa Trung Hải trên 12% tổng khối lượng đất nước. Bốn mươi lăm phần trăm dân số là thành thị, và đô thị hóa vẫn tiếp tục, bất chấp những nỗ lực của chính phủ để ngăn cản di cư đến các thành phố. Hiện tại, 24.182.736 người Algérie sống ở khu vực thành thị và khoảng 1,5 triệu người du mục sống ở khu vực Sahara.
96% dân số theo Hồi giáo Sunni; một số ít người Hồi giáo không theo dòng Sunni chủ yếu là người Ibadis từ thung lũng Mozabite với tỷ lệ 1,3% và người Hồi giáo Shia (xem Hồi giáo ở Algérie).
Kitô giáo ở Algérie chiếm khoảng 1% tổng dân số. Mặc dù lớn hơn đáng kể trong những năm thực dân Pháp, một cộng đồng Công giáo La Mã chủ yếu là nước ngoài vẫn tồn tại, cũng như một số người Tin lành. Các cộng đồng Do Thái của Algérie, đã từng chiếm 2% tổng dân số, đã giảm đáng kể do di cư, chủ yếu là sang Pháp và Israel.
Hệ thống giáo dục của Algérie đã phát triển nhanh chóng kể từ năm 1962; trong 12 năm qua, số người tham dự đã tăng gấp đôi lên hơn 5 triệu sinh viên. Giáo dục là miễn phí và bắt buộc ở tuổi 16. Mặc dù chính phủ phân bổ nguồn lực giáo dục đáng kể, áp lực dân số và thiếu giáo viên nghiêm trọng đã làm căng thẳng hệ thống, cũng như các cuộc tấn công khủng bố chống lại cơ sở hạ tầng giáo dục trong những năm 1990. Số lượng vừa phải của sinh viên Algérie du học, chủ yếu ở Pháp và Canada nói tiếng Pháp. Năm 2000, chính phủ đã đưa ra một đánh giá chính về hệ thống giáo dục của đất nước.
Nhà ở và y học tiếp tục là vấn đề cấp bách ở Algérie. Không có cơ sở hạ tầng và dòng người tiếp tục từ nông thôn đến thành thị đã vượt qua cả hai hệ thống. Theo UNDP, Algérie có một trong những tỷ lệ lấp đầy đơn vị nhà ở cao nhất thế giới đối với nhà ở và các quan chức chính phủ đã công khai tuyên bố rằng quốc gia này đang thiếu hụt ngay lập tức 1,5 triệu đơn vị nhà ở.

## Dân số

### Thống kê dân số
Số liệu từ Văn phòng Thống kê Quốc gia Algérie, Niên giám Nhân khẩu học Liên Hợp Quốc và CIA World Factbook:
|      | Dân số trung bình (x 1000) (ngày 1 tháng 1) | Sinh ra và sống | Tử vong | Thay đổi tự nhiên | Tỷ lệ sinh thô (trên 1000) | Tỷ lệ tử vong thô (trên 1000) | Thay đổi tự nhiên (trên 1000) | Tổng tỷ suất sinh | Tuổi thọ nam | Tuổi thọ nữ |
| ---- | ------------------------------------------- | --------------- | ------- | ----------------- | -------------------------- | ----------------------------- | ----------------------------- | ----------------- | ------------ | ----------- |
| 1966 | 13 123                                      | 667 000         |         |                   | 50.8                       |                               |                               |                   |              |             |
| 1967 | 13 497                                      | 630 000         |         |                   | 46.7                       |                               |                               |                   |              |             |
| 1968 | 13 887                                      | 618 000         |         |                   | 44.5                       |                               |                               |                   |              |             |
| 1969 | 14 287                                      | 665 000         |         |                   | 46.5                       |                               |                               |                   |              |             |
| 1970 | 14 691                                      | 689 000         |         |                   | 46.9                       |                               |                               |                   |              |             |
| 1971 | 15 098                                      | 687 000         |         |                   | 45.5                       |                               |                               |                   |              |             |
| 1972 | 15 512                                      | 697 000         |         |                   | 44.9                       |                               |                               |                   |              |             |
| 1973 | 15 936                                      | 717 000         |         |                   | 45.0                       |                               |                               |                   |              |             |
| 1974 | 16 375                                      | 722 000         |         |                   | 44.1                       |                               |                               |                   |              |             |
| 1975 | 16 834                                      | 738 000         |         |                   | 43.8                       |                               |                               |                   |              |             |
| 1976 | 17 311                                      | 751 000         |         |                   | 43.4                       |                               |                               |                   |              |             |
| 1977 | 17 809                                      | 728 000         |         |                   | 40.9                       |                               |                               |                   |              |             |
| 1978 | 18 331                                      | 767 000         |         |                   | 41.9                       |                               |                               |                   |              |             |
| 1979 | 18 885                                      | 797 000         |         |                   | 42.2                       |                               |                               |                   |              |             |
| 1980 | 19 475                                      | 819 000         |         |                   | 42.0                       |                               |                               |                   |              |             |
| 1981 | 20 104                                      | 835 000         |         |                   | 41.5                       |                               |                               |                   |              |             |
| 1982 | 20 767                                      | 852 000         |         |                   | 41.0                       |                               |                               |                   |              |             |
| 1983 | 21 453                                      | 812 000         |         |                   | 37.9                       |                               |                               |                   |              |             |
| 1984 | 22 150                                      | 850 000         |         |                   | 38.4                       |                               |                               |                   |              |             |
| 1985 | 22 847                                      | 864 000         |         |                   | 37.8                       |                               |                               |                   |              |             |
| 1986 | 23 539                                      | 781 000         |         |                   | 33.2                       |                               |                               |                   |              |             |
| 1987 | 24 226                                      | 755 000         |         |                   | 31.2                       |                               |                               |                   |              |             |
| 1988 | 24 905                                      | 806 000         |         |                   | 32.4                       |                               |                               |                   |              |             |
| 1989 | 25 577                                      | 755 000         | 153 000 | 602 000           | 29.5                       |                               |                               |                   |              |             |
| 1990 | 25 022                                      | 775 000         | 151 000 | 624 000           | 30.94                      | 6.03                          | 24.91                         | 4.50              |              |             |
| 1991 | 25 643                                      | 773 000         | 155 000 | 618 000           | 30.1                       | 6.0                           | 24.1                          |                   |              |             |
| 1992 | 26 271                                      | 799 000         | 160 000 | 639 000           | 30.4                       | 6.1                           | 24.3                          |                   |              |             |
| 1993 | 26 894                                      | 775 000         | 168 000 | 607 000           | 28.8                       | 6.2                           | 22.6                          |                   |              |             |
| 1994 | 27 496                                      | 776 000         | 180 000 | 596 000           | 28.2                       | 6.5                           | 21.7                          |                   |              |             |
| 1995 | 28 060                                      | 711 000         | 180 000 | 531 000           | 25.3                       | 6.4                           | 18.9                          |                   |              |             |
| 1996 | 28 566                                      | 654 000         | 172 000 | 482 000           | 22.9                       | 6.0                           | 16.9                          |                   |              |             |
| 1997 | 29 045                                      | 654 000         | 178 000 | 476 000           | 22.5                       | 6.1                           | 16.4                          |                   |              |             |
| 1998 | 29 507                                      | 607 000         | 144 000 | 463 000           | 20.6                       | 4.9                           | 15.7                          |                   |              |             |
| 1999 | 29 965                                      | 593 643         | 141 000 | 452 643           | 19.8                       | 4.7                           | 15.1                          |                   |              |             |
| 2000 | 30 416                                      | 588 628         | 140 000 | 448 628           | 19.36                      | 4.59                          | 14.77                         | 2.40              |              |             |
| 2001 | 30 879                                      | 618 380         | 141 000 | 477 380           | 20.0                       | 4.6                           | 15.5                          |                   |              |             |
| 2002 | 31 357                                      | 616 963         | 138 000 | 478 963           | 19.7                       | 4.4                           | 15.3                          |                   |              |             |
| 2003 | 31 848                                      | 649 000         | 145 000 | 504 000           | 20.4                       | 4.6                           | 15.8                          |                   |              |             |
| 2004 | 32 364                                      | 669 000         | 141 000 | 528 000           | 20.7                       | 4.4                           | 16.3                          |                   |              |             |
| 2005 | 32 906                                      | 703 000         | 147 000 | 556 000           | 21.4                       | 4.5                           | 16.9                          |                   |              |             |
| 2006 | 33 481                                      | 739 000         | 144 000 | 595 000           | 22.1                       | 4.3                           | 17.8                          |                   |              |             |
| 2007 | 34 096                                      | 783 000         | 149 000 | 634 000           | 23.0                       | 4.4                           | 18.6                          |                   |              |             |
| 2008 | 34 591                                      | 817 000         | 153 000 | 664 000           | 23.62                      | 4.42                          | 19.2                          | 2.81              |              |             |
| 2009 | 35 268                                      | 849 000         | 159 000 | 690 000           | 24.07                      | 4.51                          | 19.56                         | 2.84              |              |             |
| 2010 | 35 978                                      | 888 000         | 157 000 | 731 000           | 24.68                      | 4.37                          | 20.31                         | 2.87              |              |             |
| 2011 | 36 717                                      | 910 000         | 162 000 | 748 000           | 24.78                      | 4.41                          | 20.37                         | 2.87              |              |             |
| 2012 | 37 495                                      | 978 000         | 170 000 | 808 000           | 26.08                      | 4.53                          | 21.55                         | 3.02              | 75.8         | 77.1        |
| 2013 | 38 297                                      | 963 000         | 168 000 | 795 000           | 25.14                      | 4.39                          | 20.75                         | 2.93              | 76.5         | 77.6        |
| 2014 | 39 114                                      | 1 014 000       | 174 000 | 840 000           | 25.93                      | 4.44                          | 21.50                         | 3.03              | 76.6         | 77.8        |
| 2015 | 39 963                                      | 1 040 285       | 182 570 | 857 715           | 26.03                      | 4.57                          | 21.50                         | 3.10              | 76.4         | 77.8        |
| 2016 | 40 400                                      | 1 066 823       | 180 404 | 886 419           | 26.1                       | 4.5                           | 21.6                          | 3.10              | 77.1         | 78.2        |
| 2017 | 41 300                                      | 1 060 000       | 190 000 | 870 000           | 25.4                       | 4.6                           | 20.8                          | 3.06              | 76.9         | 78.2        |
| 2018 | 42 200                                      |                 |         |                   |                            |                               |                               |                   | 75.8         | 78.7        |